# Donauschule Nendingen
Die Donauschule Nendingen ist eine Grundschule mit Montessori-Profil und die einzige Schule in Nendingen, einem Stadtteil von Tuttlingen im Landkreis Tuttlingen. Ihre Geschichte als Volksschule geht bis ins 16. Jahrhundert zurück. Die angeschlossene Hauptschule wurde 2013 aufgegeben. Heute werden rund 100 Schüler von sechs Lehrkräften unterrichtet. In den letzten Jahren hat die Schule ihr Angebot mit dem neugegründeten Montessori-Profil und dem Wandel zur Ganztagsschule stark erweitert. Das findet in einer Hausaufgabenbetreuung und einer AG statt.

## Geschichte
In der Schulordnung von 1559, auch für das Amt Tuttlingen, wird zum ersten Mal eine Art Schulpflicht für Kinder verordnet. Um etwa 1600 setzte sich dann der Jesuitenorden im Zuge der Gegenreformation intensiv für Elementarschulen für das gewöhnliche Volk ein. Auch die Nendinger Pfarrakten aus dem 16. Jahrhundert weisen bereits einen Küster und Schulmeister aus. Diese erste Schule befand sich in der Widum und erscheint schon in der Enzberg'schen Forstgrenzkarte von 1544 als Gebäudekomplex aus Pfarrhaus, Schulhaus und Armenhaus.
Die Erwähnung der ersten Nendinger Lehrer geht bis in das 18. Jahrhundert mit Peter Schilling (1725–1813) und Theodor Schilling (1789–1836) zurück. Zu dieser Zeit wechselte der Ort des Unterrichts zwischen verschiedenen Häusern, unter anderem auch im damaligen Rathaus, die jedoch aufgrund der Baufälligkeit mittlerweile alle abgerissen wurden.
Der Bau des ersten reinen Schulhauses datiert von 1825 als Haus 134 der Landesvermessung von 1838. Es wurde vom Bauinspektor Riester aus Balingen entworfen und war für damalige Verhältnisse und die Auslastung großzügig gestaltet, so hatte es beispielsweise ein Glockentürmchen. Die Baugenehmigung wurde durch den königlichen katholischen Kirchenrat in Stuttgart am 8. Mai 1824 ausgestellt. Der Bau begann schließlich am 20. April 1825 mit einem Budget von 8088 Gulden, wobei nur 2664 ausgeschöpft wurde, da vieles in Eigenarbeit geschafft wurde und das Bauholz durch die Gemeinde gespendet wurde. Das Gebäude war schließlich zweistöckig und hatte zwei Schulsäle und eine Lehrerwohnung. Dieses Gebäude wurde bis 1937 als Schule genutzt und ist seit dem Totalumbau bis heute das Nendinger Rathaus.
1819 wurde die Volksschule um die Industrieschule für Mädchen erweitert.
Der noch heute genutzten Backsteinbau wurde in den Jahren 1895 und '96 errichtet und sorgte damit für Abhilfe für die große Platznot, die die zwei Klassen im mittlerweile angewachsenen Dorf resultieren ließen. Der Gränzbote vom 20. Oktober 1896 beschreibt den „36 000 Mark“ teuren Schulbau als „massiv“, der durch den „Parkettboden“ und den „Schulbänken von der Firma Ramminger & Stedler in Stuttgart“ beeindruckt.
Durch die stetige Bevölkerungszunahme und der Verlängerung der Schulzeit auf acht Jahre folgte im Jahre 1921 die Erweiterung um das weiße Schulhaus. Dort befindet sich heute neben Klassenräumen der GHS auch eine Außenstelle der Tuttlinger Johann-Peter-Hebel-Schule für geistig behinderte Kinder.
Im Jahre 1933 wurde die Schule in Adorf-Hitler-Schule umbenannt, bevor sie 1935 den Namen Horst-Wessel-Schule erhielt. Die Rückbenennung erfolgte 1945.
1969 wurde die Nendinger Volksschule im Zuge der Bildungsreform zu einer Grundschule und einer Hauptschule. Dabei sollte für die Hauptschule ein Neubau geschehen. Jedoch wurde das Projekt nach fertiger Planung und zugesagter Finanzierung wegen des Plans einer großen Donautalhauptschule gestoppt. Dies scheiterte jedoch an der mangelnden Kompromissbereitschaft Mühlheims und Fridingens in der Frage, auf wessen Gemarkung bei Bergsteig die neue Schule gebaut werden solle.
So wurden die alten Pläne 1971 wieder aufgegriffen. Jedoch stellte sich nun die Frage, ob Nendingen als zukünftiger Stadtteil Tuttlingens eine eigene Hauptschule braucht. Dies wurde zwar bejaht, doch waren 1977 die nötigen Gelder für einen Bau nicht mehr vorhanden, sodass die Planungen für den Neubau verworfen wurden und die Schule als Grund- und Hauptschule Nendingen ausgewiesen wurde. Zur Anpassung an die veränderte Pädagogik folgte so ein Umbau mit Anbau für eine Schulküche sowie Chemie-, Biologie- und Physikräumen, außerdem wurde der Eingang neu gestaltet, sodass dieser jetzt nicht mehr durch das alte Portal, sondern im Flachdachbau erfolgt. Im Jahr 1977 hatte die Schule auch den höchsten Schülerstand mit 345 Schülern. 1982 folgte ein Anbau um einen Technikraum mit Maschinenraum und einen Raum für Hauswirtschaft. Bis zur Pensionierung 2010 war über zwei Jahrzehnte Meinrad Gäkle stellvertretender Schulleiter.

## Konzept seit 2006

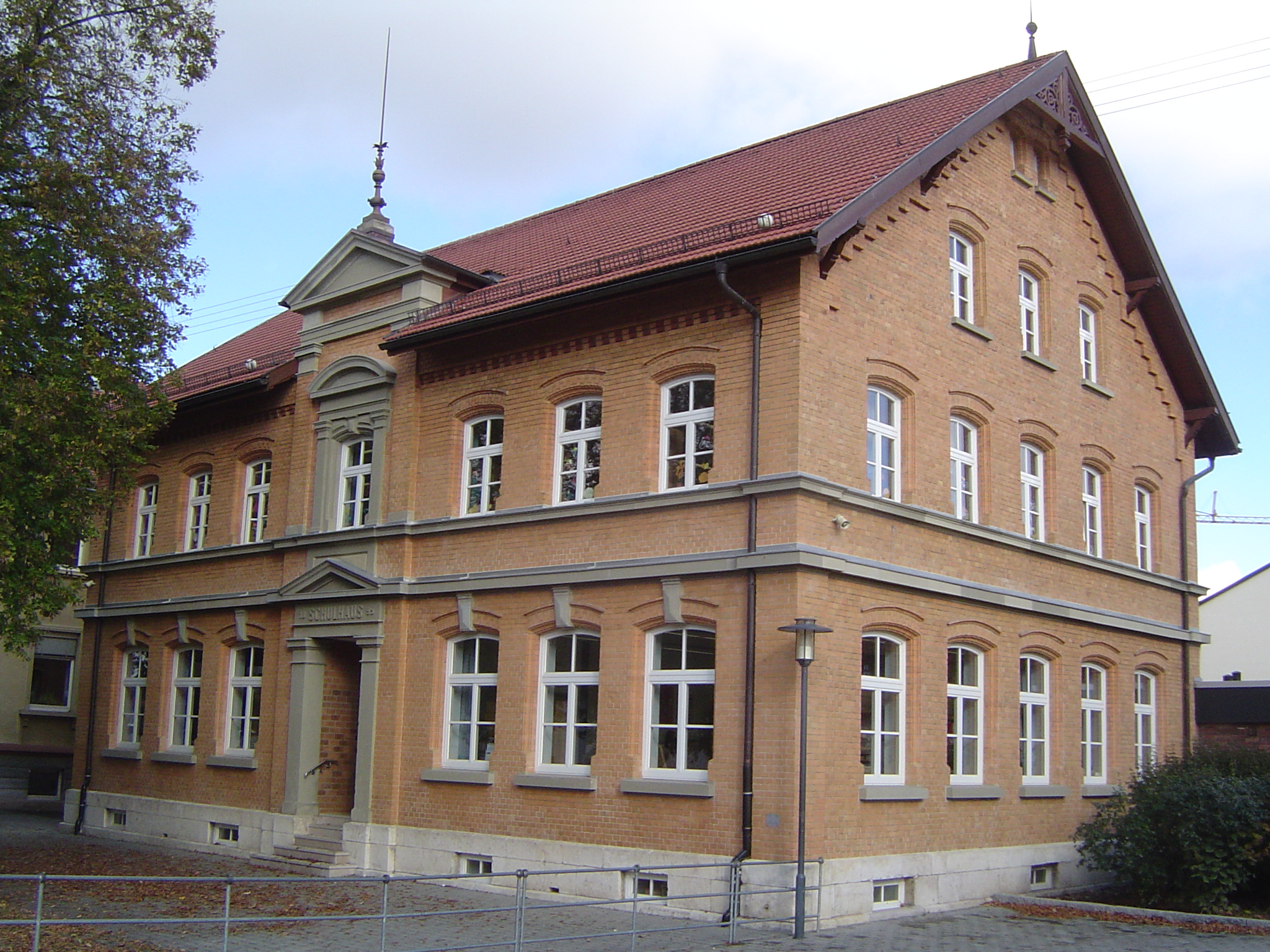
Das Schulhaus (Oktober 2009)

2004 bis 2006 wurden die sanitären Anlagen den aktuellen Standards angepasst, die Schule um einen Coumputerraum erweitert und die Schulküche für die Mittagskantine möglich gemacht.
Nachdem 2006 der baden-württembergische Ministerpräsident Günther Oettinger die Auflösung der kleinen Hauptschulen gefordert hatte und auch vom Kultusministerium eine Mindestgröße von 80 Schülern festgelegt wurde, änderte die GHS Nendingen ihr Schulprofil. Da ihre Hauptschulklassen teilweise weniger als zehn Schüler hatten, wäre auch die Nendinger Schule darunter gefallen, sodass man beschloss attraktiver zu werden und damit auch Schüler aus den umliegenden Gemeinden auf die Schule zu holen. Dies geschah zum einen mit der Errichtung einer Werkrealschule, sodass es den Hauptschülern einfacher gemacht werden sollte die Mittlere Reife zu bekommen. Außerdem wurde das Schulkonzept an der Montessoripädagogik ausgerichtet. Hierfür kooperierte man mit dem städtischen Kindergarten, sodass eine Förderung der Kinder ab dem dritten Lebensjahr ermöglicht wurde. Mit dem Montessori-Profil war die Nendinger Schule die zweite staatliche Schule im Landkreis Tuttlingen (nach Irndorf), die dieses Konzept anwendete, sie wurde damit auch regional bekannt. Außerdem wurde die Schule zur Ganztagesschule mit Mensa und Ganztagesbetreuung umgewandelt. 
Durch die Zugehörigkeit der Schule zum neu gegründeten Staatlichen Schulamt Konstanz ab Januar 2009 ergibt sich das Problem, dass die Bildungsausrichtung einer Schule nicht mehr als ausreichender Grund für den Wechsel des Schulbezirks anerkannt wird und aktuell 25 der 56 Schüler aus Tuttlingen, Möhringen, Fridingen, Mühlheim und Neuhausen kommen. So haben die fünfte und die sechste Klasse jeweils die von der Schule maximal angenommene Schülerzahl von 16 Schülern, während für das Schuljahr 2009/2010 wie in den letzten Jahren üblich nur acht und damit zu wenige aus Nendingen allein kommen werden. Zum Schuljahr 2010/2011 entfielen für die Hauptschulen die Schulbezirke, der Schulträger Stadt Tuttlingen beantragte keine Verlängerung der bisherigen Regelung.
Zum 31. Juli 2013 wurde die Hauptschule geschlossen, ab 1. August 2013 ist die Schule eine reine Grundschule. Dabei erhielt sie auch den neuen Namen „Donauschule“, nach dem wenig entfernten europäischen Strome Donau.

## Bekannte Schüler
- Georg Betzler, Abgeordneter im württembergischen Landtag, Schüler von 1856 bis 1863
- Reiner Schilling, mehrfacher deutscher Meister und Olympiateilnehmer im Ringen, Schüler von 1950 bis 1958